# Martin Kelter Verlag

Verlagslogo

Die Martin Kelter Verlag GmbH & Co. KG (bekannt auch als Kelterverlag) hat ihren Sitz in Hamburg. Es werden hauptsächlich Heftromane und Rätselhefte, aktuell 14 Zeitschriften und bis 1988 auch Taschenbücher, verlegt. Der Martin Kelter Verlag ist ein mittelständisches Unternehmen der Familie Melchert.
Das Unternehmen beschäftigt etwa 200 Mitarbeiter, die für eine Auflage von etwa 3 Millionen Druckerzeugnissen in über 40 Ländern sorgen.
Seit einigen Jahren konzentriert man sich auf „Frauenromane“, während sich der Mitbewerber Bastei-Verlag auf „Männerromane“ konzentriert. Einer der erfolgreichsten Titel ist die mittlerweile in mehrere Unterserien aufgeteilte Arztromanserie Dr. Norden mit bisher mehr als 170 Millionen verkauften Exemplaren.
Der Kelter Verlag verfügt über eine eigene Druckerei, die seit 2001 auch Gold als fünfte Farbe im Offsetverfahren druckt. Diese brachte 1959 Remittenden von einigen Kelter-Serien, mit einem neuen Umschlag versehen, unter eigenem Namen in den Handel. Seit 2014 vertreibt das Unternehmen Kelter Media GmbH & Co KG unter der Marke „Kelter Plus“ Ebooks und Hörbücher.

## Verlagsgeschichte

### Kelter
Der Verlag wurde 1938 in Leipzig gegründet und übernahm 1941 den Deutschen Literaturverlag (DLV) in Dresden. Nachdem die Verlage im Zweiten Weltkrieg zerstört waren, zog man für den Wiederaufbau nach Hamburg. 1951 fusionierte er mit „Mein Roman“ und übernahm im Jahr 1955 die Zeitschrift Die Gartenlaube. 1957 begann man mit dem Aufbau einer eigenen Druckerei (Mero-Druck). Ein eigenes Vertriebssystem nutzte man ab 1960. Das Verlagsprogramm erweiterte man 1966 um den Druck von Rätselheften. Der Erfolg des kompletten Programms zeigte sich 1970, als die ersten Lizenzausgaben im Ausland erschienen. Der Verlag expandierte weiter und stieg 1985 in den Zeitschriftenmarkt und 1994 in die Erlebnispresse ein.

### DLV
Der Deutsche Literaturverlag wurde 1905 in Dresden gegründet. Im Jahre 1941 übernahm ihn der Kelter Verlag. Der Verlag führte anfangs das Taschenbuchprogramm (historische Romane sowie Liebes- und Kriminalromane) von Kelter weiter, zum Beispiel wurden Ende der 1980er-Jahre drei der Ren-Dhark-Taschenbücher aus dem Kelter Verlag wieder aufgelegt. Ende der 1980er-Jahre erfolgte die Einstellung der Taschenbuchreihe. In den 1990er-Jahren legte man für kurze Zeit zwei Liebes-Heftromanreihen auf.
In den 1990er-Jahren traten die beiden Verlage bei Buchmessen mit einem gemeinsamen Stand auf.

### Mein Roman
1948 gründete Otto Melchert, der den fusionierten Verlag noch bis zu seinem Unfalltod im Jahr 2000 führte, den Verlag. Es war der erste Verlag, der nach dem Krieg Heftromane in den Zeitschriften-Handel brachte. 1951 fusionierte der Verlag mit dem Kelter Verlag.

## Heftroman/Taschenheft-Serien
Die Serie Der Bergpfarrer wurde als Vorlagen für mehrere Fernsehfilme genutzt.

### Abenteuer

#### Männerromane
- Abenteuer zwischen Rio und Schanghai (24 Hefte von 1983–1984)
- Kelter Abenteuerroman/Kelter Abenteuer (Heft 31–56, gerade Nummern 58–84 von etwa 1956 bis 1959)
- Roberta Lee (4 Taschenhefte, ab 25. Mai 2010)
- US Marines (24 Hefte, von 1998–2000)
- Der Abenteuer-Roman (7 Hefte, ab 11. Januar 2011)

Die Serien David Johnson und Roberta Lee wurden mit bereits angekauften, aber in den eigenständigen Serien nicht mehr erschienenen, Romanen fortgesetzt. Die Reihe erschien in ungewöhnlichem 4-wöchentlichen Rhythmus. Die Einstellung erfolgte vor Ende des Abdrucks aller angekauften Romane. Die Serie Roberta Lee ging danach an den Verlag Romantruhe.

#### Frauenromane
- David Johnson (4 Taschenhefte ab 11. Mai 2010)
- Klaus Störtebeker (12 Hefte von 2005–2006)
- Der Abenteuer-Roman (6 Hefte ab 11. Januar 2011)

Subserie David Johnson

### Arzt
- Arztroman (68 Hefte bis 2005)
- Dr. Norden – (7 Auflagen, bislang rund 800 Romane in Erstauflage)
- Dr. Norden Taschenheft (2 Auflagen)
- Das freundliche Ärztehaus
- Dr. Laurin

### Fantasy
- Mythenland (vier Taschenhefte ab 4. Mai 2010)
- Mythenland (acht Hefte, 24. April – 11. September 2012)

### Fürsten
- Herrenhäuser
- Fürstenkinder
- Fürstenkrone
- Königshäuser
- Traumwelt Fürsten
- Die Fürsten
- Der kleine Fürst

### Heimat
- Bello der Hüttenhund
- Bergbauern
- Der Bergpfarrer
- Edelstein-Bergroman
- Heimat Auslese
- Heimatglocken
- Der Sendlinger
- Toni der Hüttenwirt
- Traumwelt Heimat

### Krimi
- Action (32 Hefte von 1980–1981)
- Al Capone (16 Hefte von 2006–2007) – Neuauflage von Mr. Chicago
- Callgirl 2000 (30 Hefte von 1990–1991)
- Crash (28 Hefte von 1984–1985)
- Der gelbe Krimi (28 Hefte von 1984–1984)
- Inspektor Percy Brook (20 Hefte von 1985–1986)
- (Kelter Krimi) Jack Hilten (20 Hefte von 1964–1966)
- Kelter-Krimi (139 Hefte von 1965–1967)
- Kelter-Kriminal-Roman, Titel wechselte zu Der aktuelle Kriminal Roman bzw. Der aktuelle Krimi (Heft 1–338 von 1953–1964)
- Kelter Thriller (32 Hefte von 1980–1981)
- Krimi Bestseller (22 Hefte von 1983–1984)
- Mr. Chicago/Kelter Krimi (267 Hefte von 1968–1974)
- Tempo Kriminal(roman) (8 Hefte ohne Nummer im Jahr 1959) – Verlag MERO-DRUCK

### Liebe
- Das Château (4 Taschenhefte ab Mai 2010)
- Edelstein
- Edition Kelter
- Edition Kelter Auslese
- Erica (50 Hefte ab 1952) – inzwischen 13 Nachauflagen
- Erika Sommer
- Erica-Roman
- Gert Rothberg
- Hattrick (3 Taschenhefte 2010), Liebesromane im Fußballer-Milieu der österreichischen 2. Landesliga
- Helen Perkins (12 Hefte im Jahr 2005) – historische Liebesromane
- Hotel Mallorca (16 Hefte)
- Die Journalistin (16 Hefte, 16. November 2004–2005)
- Karin Bucha – 2 Auflagen
- Leni Behrendt – 8 Auflagen
- Margot Daniger
- Mein Roman (80 Hefte von 1948–1952) – zunächst Verlag Mein Roman
- Patricia Vandenberg
- Stephanie
- Urlaub zum Träumen (22 Hefte bis 2005)

### Mutter & Kind
- Emilia
- Im Sonnenwinkel (10 Auflagen)
- Mami
- Sophienlust

### Mystik/Grusel

#### Männerromane
- Geister-Krimi (405 Hefte von 1974–1981)
- Geister-Krimi 2. Auflage (30 Hefte von 1990–1991)
- Geister-Killer (32 Hefte von 1982–1983)
- Geister-Thriller (20 Hefte von 1983–1983)
- Geisterfänger (24 Hefte von 2006–2007)
- Rick Masters Geisterkiller (8 Hefte, Sammelband mit je 3 Heften, etwa 1990)
- Rick Masters Geisterjäger (7 Hefte, Sammelband mit je 3 Heften, 2002)
- Mark Tate (20 Hefte 2002)
- Monstrula (46 Hefte von 1974–1976)

#### Frauenromane
- Amulett (2. März 1999 bis 14. September 1999 in 8 Sammelbänden mit je 3 Heften erschienen. Insgesamt gibt es also 24 Romane.)

Veröffentlicht unter dem Pseudonym Patricia Vandenberg, das auch für die Arztserie Dr. Norden verwendet wird. Es geht um ein Amulett mit magischer Ausstrahlung, welches Schicksale lenkt. Es wurde von einer geheimnisvollen Frau namens Fatima der Gräfin Celia Vincenti gegeben und seitdem wird der Weg des Amuletts verfolgt. Es wechselt häufig seinen Besitzer, ohne immer Glück zu bringen und erfüllt somit konsequent seine Bestimmung. Diese besteht darin, den Guten zu dienen und seinem Besitzer aus tiefster Not zu helfen, wenn dieser verantwortungsbewusst damit umgeht. Es darf nicht dauerhaft als Eigentum betrachtet werden, sondern muss innerhalb von 3 Jahren weitergegeben werden, sonst sucht sich das Amulett einen Weg. Das Amulett hat eine Inschrift, welche die Bestimmung gut umschreibt.
Glück dem, der auserwählt ist. (in Deutsch)
Dem Bösen wird die Macht genommen. (in Latein)

Gaslicht (seit 13. Juli 1999)
- Gaslicht Taschenheft (seit 31. Januar 2006)
- Irrlicht (seit 29. Oktober 1991)
- Irrlicht Taschenheft (40 Ausgaben, 17. Oktober 2006 – 15. April 2008)
- Irrlicht exclusiv (328 Hefte, 25. Januar 1994–17. Oktober 2000)
- Kerzenscheinroman (58 Hefte von 1976–1979)
- Lady Romanze (24 Hefte von 1985–1986)
- Mac Lean (19 Bände, 20. Januar 1998–29. September 1998) Untertitel war: Clan der Verfluchten

Mac Lean ist eine Mischung aus Schicksals- und Liebesroman, dabei gibt es auch gelegentliche Geistererscheinungen, Vergangenheits – und Zukunftsblicke. Die Romane springen in der Zeit hin und her. Geschehnisse werden mehrfach beschrieben – aus dem Blickwinkel immer anderer Familienmitglieder. Die Handlung wird immer verworrener. Eine Auflösung gibt es nicht.
- Mac Lean (seit 1. Juli 2008) Untertitel: Die neue unheimliche Serie von Mary Cotton

Neuauflage mit je drei Romanen je Ausgabe im Neusatz
- Das magische Amulett (28 Hefte, 13. April 2004–2005), Fortführung in Irrlicht
- Mitternacht (21 Hefte, von 7. September 2004 bis 6. September 2005)
- Spuklicht (124 Hefte, 23. Juli 1996 bis 1999)
- Unheimliche Geschichten (32 Hefte, 6. April 2010 bis Dezember 2010)

### Science Fiction
- Gemini Science Fiction (47 Hefte von 1976–1977)
- Ren Dhark 1. Auflage. (98 Hefte von 1966–1968) Weiterführung beim HJB-Verlag als Hardcover
- Ren Dhark 2. Auflage (98 Hefte von 1979–1981)
- Ren Dhark 3. Auflage (98 Hefte von 1987–1990)

### Western
Aktuell:
- Waco 3-er Band
- Robert Ullman 3-er Band
- Die großen Western 3-er Band (mit neuem Autor: R.S. Stone/neue Originale)
- Wyatt Earp
- Ringo 3-er Band
- R.F. Garner Einzelheft

und diverse Sammel- und Sonderhefte
Davor:
- Apache Cochise (36 Hefte von 1981–1983; Neuauflage: 28 Hefte vom 16. November 2004 bis 20. Dezember 2005)
- Axel Berger (81 Hefte von 1980 bis 1983)
- Die Blauröcke (48 Hefte von 1982 bis 1983)
- Classic Western (20 Hefte von 1990–1991)
- Colt Western
- Die harten Vier (44 Hefte von 1982–1984)
- Doc Holliday (36 Hefte von 1962–1964)
- Doc Holliday (38 Hefte von 1983–1984, Band 37 & 38 waren Nachdrucke von Die Wyatt Earp Story 79 & 69)
- Doc Holliday (36 Hefte von 2005–2006)
- Edition Top Western
- Ferner Western (38 Hefte von 1960–1961)
- Halleluja Reverend (18 Hefte von 1983–1984)
- G.F. Barner (etwa 800 Hefte von 1977–200?, eine Neuauflage)
- G.F. Waco (etwa 1600 Hefte von 1979–2010, eine Neuauflage)
- Die großen Western (1500 Hefte von 1973–2003)
  - Die großen Western Topausgabe (ca. 1000 Hefte von 1987–2003)
  - Die großen Western (seit 7. September 2010)

zweite Auflage (zeitgleich mit der Erstauflage eingestellt) bzw. dritte Auflage, jeweils mit veränderter Reihenfolge
- H.C. Hollister (26 Hefte von 2003–2004)
- Karl May (8 Hefte ab 2005)

Anhand der Textfassung des Karl-May-Verlages erscheinen 8 (eigentlich 9) Romane mit Szenenbildern der Verfilmungen als Titelbild im Paperbackformat. Es sind dies, in ebendieser Reihenfolge: Winnetou 1 · Der Schatz im Silbersee · Unter Geiern (Zusammenfassung der beiden Romane Der Sohn des Bärenjägers und Der Geist des Llano Estacado) · Winnetou 2 · Old Surehand 1 · Old Surehand 2 · Der Ölprinz · Winnetou 3
- Kelter Western
- Kelter Western (36 Hefte von 1983–1984, kein Zusammenhang mit der ersten Serie)
- Kibi Williams (32 Hefte von 1990–1991)
- Lady Derringer (69 Hefte von 1976–1978)
- Major Carson (26 Hefte von 1983–1984)
- R.S. Field (22 Hefte vom 8. Februar 2005 bis 22. November 2005)
- Steve Harding
- Tempo Wildwest (4 Hefte ohne Nummer im Jahr 1959) – Verlag MERO-DRUCK
- U.H. Wilken (50 Hefte bis 2003)
- U.S. Western (98 Hefte von 1981–1983)
- William Tex/Kelter-Wildwest/Kelter-Wildwest-Roman/Kelter Western (Heft 1–30, 57–85 ungerade, 86–514 von 1955–1967)
- Wyatt Earp (107 Hefte von 1974–1977) – mehrere Nachauflagen
- Wyatt Earp Gesamtausgabe (18 Sammelbände mit je 5 Heften vom 3. August 2004 bis 20. Dezember 2005)
- Die Wyatt Earp Story (284 Hefte von 1961–1968)
- Die Wyatt Earp Story (44 Hefte von 1987–1989)
- Die Wyatt Earp Story Neuauflage (90 Hefte, Nachauflage der Bände 16–95, von 1967–1969)
- Wyatt Earp (Nachauflage, seit 17. Juni 2003)

## Zeitschriften

### Kelter
Aktuell:
- Meine Liebesbeichte – Erlebnispresse
- Meine Lebenslüge – Erlebnispresse[1]
- Wahre Gefühle – Erlebnispresse
- Meine Schuld – Erlebnispresse[2]
- Meine Wahrheit – Erlebnispresse
- Roman-Stunde (Romanzeitung)
- Mein Gewissen[1]
- Romanstunde spezial (im Taschenheft-Format)
- Meine Sehnsucht
- Meine Enthüllungen
- Meine Sünden[1]
- Meine Sorgen
- Mein Liebesleben
- Meine Leidenschaft[1]

Davor:
- Bambino (Mode) (13. Januar 1998–2000)
- Bambino Baby (1989–1993)
- Bock auf Witze? (3 Hefte, 1985)
- Denkste Svenni (21. März 2006–2007) – Jugend/Rätsel
- Gartenlaube (178 Hefte, 1974–1978)

Die Gartenlaube war die Fortführung und teilweise Nachauflage der zwischen 1870 und 1944 in Berlin und Leipzig erschienenen gleichnamigen Zeitschrift. Diese hat damals mit Jugend-Gartenlaube, Kasseler Gartenlaube (die in Berlin erschien) und ähnlichen Titeln etliche Nachahmer gefunden.
- Ich gestehe (Erlebnispresse)
- Italana (Mode)
- Nicky – Mode
- Nina – Mode
- Sport & co
- Woll-Mode – Mode

### DLV
- Halbzeit (2 Hefte von 1956–1957)
- Die Neue Gartenlaube (1982–1984)

## Rätsel
- diverse Sudoku- und Rätselhefte
- mehrere Rätselzeitschriften
- mehrere Rätselhefte für Kinder & Jugendliche (Rätsel für Jugendliche unter dem Label PATTI zusammengefasst)

## Comics
- Kitty Kids (58 Hefte, 1972–1973)
- Mucki und Matzi (14 Hefte, 1973)
- Kelter Comic (42 Hefte, 1973–1976)
- Kniffel (3 Bände, 1981)

## Taschenbücher
Der Verlag bringt seit 1988 keine Bücher mehr heraus, alle verzeichneten Reihen sind somit eingestellt.

### Kelter
- Abenteuer-Taschenbuch (Abenteuer-, Grusel- und SF-Romane)
- Taschenbuch (Krimi-, Western- und Gruselromane)

### DLV
- DLV Taschenbücher (Krimi-, historische, Humor-, Tier- und SF-Romane)

## Paperbacks
- DLV (bislang nur ein Rätsellexikon bekannt)